# Racktjärnen
Racktjärnen är en sjö i Jokkmokks kommun i Lappland och ingår i Piteälvens huvudavrinningsområde. Racktjärnen ligger i Piteälven Natura 2000-område.